# This Gun for Hire (1942)
This Gun for Hire é um filme estadunidense de 1942, do gênero policial noir, dirigido por Frank Tuttle e estrelado por Alan Ladd e Veronica Lake. Uma das primeiras manifestações do noir, This Gun for Hire transformou Ladd em astro da noite para o dia, ele que já labutava há dez anos em Hollywood. O historiador William K. Everson chama seu personagem de "último dos gângsteres genuinamente simpáticos".
O filme é baseado no romance A Gun for Sale (1936), de Graham Greene, mas o roteiro não é fiel ao livro e dele só guarda uma leve lembrança.
This Gun for Hire é o primeiro dos cinco longas-metragens em que Alan Ladd e Veronica Lake trabalharam juntos, e é considerado por Ken Wlaschin um dos dez melhores filmes das carreiras de ambos. A química entre os dois fez deles um dos mais famosos casais cinematográficos da década de 1940. Por outro lado, o autor John Douglas Eames defende que a melhor atuação do filme pertence a Laird Cregar, como o vilão Willard Gates.
Em 1957, foi feita uma refilmagem pela própria Paramount Pictures, com o título de Short Cut to Hell, dirigida por James Cagney. A história reapareceu em 1991, agora numa versão para a TV, com o mesmo título de 1942, dirigida por Lou Antônio e estrelada por Robert Wagner.

## Sinopse
Philip Raven é um assassino que ainda conserva uns resquícios de decência, além de gostar de crianças e gatos. Após executar sua última vítima, ele descobre que foi traído pelo mandante, Willard Gates, executivo da Nitrochemical Corporation, empresa do ramo de derivados químicos. Enquanto isso, o detetive Michael Crane, que investiga Brewster, chefe de Gates, pede à sua noiva e cantora Ellen Graham que se empregue no clube de Gates. No trem, a caminho do trabalho, ela e Raven se encontram. Raven lhe rouba cinco dólares, mas ela não o denuncia. Gates os vê juntos e pensa que estão de conluio. Entretanto, nem ele nem o detetive Crane sabem que Ellen, na verdade, trabalha em segredo para o Senador Burnett, que deseja descobrir até onde Gates, Brewster e a Nitrochemical estão envolvidos com a venda de um gás venenoso para os japoneses.
Após uma sucessão de incidentes, Ellen é sequestrada por Gates mas resgatada por Raven, que deseja vingar-se do gângster. Raven conta a ela que sofreu abusos na infância e Ellen, enternecida, pede-lhe que ajude seu país a conseguir provas contra Gates, o que poderia dar-lhe uma segunda chance na vida. Raven aceita, mas seus instintos violentos conspiram contra ele e podem causar sua perdição.

## Elenco
| Ator/Atriz     | Personagem             |
| -------------- | ---------------------- |
| Veronica Lake  | Ellen Graham           |
| Robert Preston | Detetive Michael Crane |
| Laird Cregar   | Willard Gates          |
| Alan Ladd      | Philip Raven           |
| Tully Marshall | Alvin Brewster         |
| Marc Lawrence  | Tommy                  |
| Olin Howland   | Blair Fletcher         |
| Roger Imhof    | Senador Burnett        |
| Pamela Blake   | Annie                  |
| Frank Ferguson | Albert Baker           |
| Victor Kilian  | Drew                   |